# Zoeterwoude (Schiff, 1719)
Die Zoeterwoude war ein 64-Kanonen-Linienschiff der niederländischen Marine und später als Prinz von Preußen Handelsschiff der Preußisch-Asiatischen Kompanie.

## Allgemeines
Die spätere Zoeterwoude wurde von dem Schiffbaumeister Jan van Reenen auf der Admiralitätswerft von Amsterdam gebaut. Das 1719 vom Stapel gelaufene Schiff, blieb bis 1753 im Dienst der niederländischen Marine und wurde anschließend an die 1750 gegründete und 1751 von König Friedrich II. von Preußen bestätigten Preußisch-Asiatischen Kompanie verkauft. Als deren drittes Schiff wurde es zum Handelsschiff – Ostindienfahrer mit 36 Kanonen und circa 190 Mann Besatzung – umgebaut und in Prinz von Preußen umbenannt.
Am 31. Dezember 1753 lief es so seiner ersten Reise nach China aus, wobei es 1755 bei seiner Rückreise vor Borkum auf Grundlief, kam aber wieder frei und erreichte im Juli des gleichen Jahres Emden.
Bei Beginn des Siebenjährigen Krieges lagen die Kompanieschiffe Prinz von Preußen und Burg von Emden im Heimathafen Emden und wurden abgetakelt. Bei der Eroberung Emdens 1757 durch französische Truppen fielen die Schiffe in die Hände der Franzosen. Nach deren Abzug im Jahr 1758 wurde die Handelskompanie wegen der vorangegangenen französischen Besetzung Emdens und ausbleibender Gewinne auf Beschluss der Mehrheit der Gesellschafter bis 1765 liquidiert, und die verbleibenden Schiffe der Kompanie wurden verkauft.